# تفسير أبي الشيخ الأصبهاني (كتاب)
كتاب تفسير أبي الشيخ الأصبهاني، هو لعبد الله بن محمد بن جعفر بن حيان، المعروف بأبي الشيخ، وهو من كبار علماء الدين الإسلامي المتقنين، ولد سنة (274هـ) وتوفي سنة (369هـ)، وله مصنفات كثيرة في علوم مختلفة، منها: العظمة، وطبقات المحدثين بأصبهان.
وأبرز معالم تفسيره: أنه تفسير عالم موسوعي، قوي الحفظ، ثقة، متميز بالصدق والعبادة، وأنه استفاد من علوم الأشياخ وصنف لهم ستين سنة، وأنه يروي التفسير بأسانيده، وأنه يذكر أحاديث ضعيفة واهية في كتبه.

## التعريف بـ(أبي الشيخ الأصبهاني)
عبد الله بن محمد بن جعفر بن حيان، المعروف بأبي الشيخ.
وهو من كبار علماء الدين الإسلامي المتقنين، وله تصانيف كثيرة، ولد سنة (274هـ) وتوفي سنة (369هـ).
أساتذته: كثيرون، منهم: أحمد بن عمرو البزار، إسحاق بن إسماعيل الرملي، أبو خليفة الجمحي، أبو يعلى الموصلي، أبو القاسم البغوي، وغيرهم.
تلامذته: ابن منده، ابن مردويه، أبو سعيد النقاش، محمد بن أحمد الكسائي، وغيرهم.
من كتبه: طبقات المحدثين بأصبهان، الثواب للأعمال الزكية، العظمة، السنن المعظمة والأخلاق النبوية، وغيرها.

## معالم تفسيره
يتميز تفسيره بعدة معالم، من أبرزها:
1 - أن أبا الشيخ الأصبهاني عالم موسوعي، قوي الحفظ، ثقة، متميز بالصدق والعبادة.
2 - استمر في الاستفادة من أساتذته وصنف لهم ستين سنة.
3 - يروي التفسير بأسانيده.
4 - يذكر فيه أحاديث ضعيفة واهية، وهذا حاله في كتبه، كما ذكر ذلك عنه الذهبي.

## أسانيد كتابه في التفسير
ذكر ابن حجر العسقلاني في كتابه تجريد أسانيد الكتب المشهورة والأجزاء المنثورة سنده لكتاب تفسير أبي الشيخ إلى مؤلفه.

## نماذج من تفسيره
1 - أخرج أبو الشيخ والبيهقي عن محمد بن حرب قال: قال سفيان الثوري: {الحَمْدُ للهِ} [الفاتحة: 2]، ذكر وشكر، وليس شيء يكون ذكرا وشكر غيره..
2 - وأخرج أبو الشيخ والبيهقي في الأسماء والصفات عن السدي قال: فواتح السور كلها من أسماء الله.
3 - {وَأَنْزَلَ مِنَ السَّمَاءِ مَاءً فَأَخْرَجَ بِهِ مِنَ الثَّمَرَاتِ رِزْقًا لَكُمْ} [البقرة: 22] أخرج أبو الشيخ في العظمة عن الحسن أنه سئل المطر من السماء أم من السحاب؟ قال: من السماء، إنما السحاب علم ينزل عليه الماء من السماء.
4 - أخرج أبو الشيخ عن مجاهد في قوله {اهْبِطُوا بَعْضُكُمْ لِبَعْضٍ عَدُوٌّ} [البقرة: 36] قال: آدم والحية والشيطان، وأخرج أبو الشيخ عن قتادة عن أبي صالح قال {اهْبِطُوا} قال: آدم وحواء والحية.
5 - وأخرج أبو الشيخ عن قتادة في قوله {وَقَالُوا اتَّخَذَ اللهُ وَلَدًا سُبْحَانَهُ} [البقرة: 116] قال: إذا قالوا عليه البهتان سبح نفسه.

## من الكتب المؤلفة في تفسير أبي الشيخ الأصبهاني
1 - مرويات أبي الشيخ الأصفهاني في التفسير، من أول الفاتحة إلى آخر الأنعام، جمع ودراسة، تأليف: ملهمة خضر عبد الرحيم، رسالة ماجستير، جامعة أم درمان، 2001، م.
2 - مرويات أبي الشيخ الأصفهاني في التفسير، من أول الأعراف إلى آخر الأنفال، جمع ودراسة، تأليف: محاسن حسن محمد أحمد، رسالة ماجستير، جامعة أم درمان، 2001م.
3 - مرويات أبي الشيخ الأصفهاني في التفسير، من أول التوبة إلى آخر هود، جمع ودراسة، تأليف: خديجة حسن البدري محمد، رسالة ماجستير، جامعة أم درمان، 2002م.
4 - مرويات أبي الشيخ الأصفهاني في التفسير: من سورة يوسف إلى سورة الناس جمع ودراسة، رسالة ماجستير، تأليف: عفاف عوض كريم، رسالة ماجستير، جامعة أم درمان، 2016م.